# Madame Butterfly (filme de 1932)
Madame Butterfly (bra: Madame Butterfly) é um filme pre-Code estadunidense de 1932, do gênero drama, dirigido por Marion Gering, estrelado por Sylvia Sidney, e coestrelado por Cary Grant e Charlie Ruggles. O roteiro de Josephine Lovett e Joseph Moncure March foi baseado no conto homônimo de 1898, de John Luther Long; e na peça teatral homônima de 1900, de David Belasco.
A trama retrata a história de um tenente em uma viagem ao Japão, que se casa com uma bela mulher, mas logo depois a abandona e volta para os Estados Unidos.
O conto de Long e a peça teatral de Belasco foram transformadas em um filme homônimo em 1915, dirigido por Sidney Olcott, e estrelado por Mary Pickford; o filme alemão "Harakiri" (1919), dirigido por Fritz Lang, e estrelado por Lil Dagover; e o filme ítalo-japonês homônimo de 1954, dirigido por Carmine Gallone, e estrelado por Kaoru Yachigusa.

## Sinopse
O Tenente B. F. Pinkerton (Cary Grant) viaja ao Japão com seu amigo Tenente Barton (Charlie Ruggles) e, juntos, eles exploram a cidade. Ao visitarem um bar local, Pinkerton se encanta com Cho-cho San (Sylvia Sidney) assim que a vê. Barton sugere que Pinkerton se "case" com a bela garota para evitar complicações culturais e depois volte para os Estados Unidos sem complicações, já que o abandono equivale a divórcio no Japão. Ele assegura a Pinkerton que, uma vez abandonada, Cho-cho estará livre para escolher um novo marido. Pinkerton segue o conselho de Barton e, depois, logo deixa o país, o que faz Cho-cho ficar aguardando ansiosamente por seu retorno. Três anos depois, Pinkerton retorna ao Japão com uma noiva ao seu lado, buscando desculpar-se com Cho-cho e dar um fim ao relacionamento deles. No entanto, ele não esperava que ela ainda guardasse tanto amor por ele e continuasse a esperá-lo.

## Elenco
- Sylvia Sidney como Cho-cho San
- Cary Grant como Tenente B. F. Pinkerton
- Charlie Ruggles como Tenente Barton
- Irving Pichel como Yamadori
- Helen Jerome Eddy como Mãe de Cho-cho San
- Edmund Breese como Avô de Cho-cho San
- Louise Carter como Suzuki
- Sandor Kallay como Goro
- Judith Vosselli como Madame Goro
- Sheila Terry como Adelaide Pinkerton
- Dorothy Libaire como Peach Blossom
- Berton Churchill como Sr. Sharpless

## Produção
Gary Cooper foi originalmente considerado para o papel principal, mas recusou participar da produção. O artista Edward Venturini passou seis semanas em locações no Japão pesquisando locais para as filmagens da segunda unidade que foram utilizadas no filme.
A maioria da trilha sonora do filme, de W. Franke Harling, faz parte da trilha sonora de "Madama Butterfly" (1904), ópera de Giacomo Puccini. As canções tocaram, no filme, nos mesmos momentos em que tocaram na ópera.

## Recepção
Mesmo que as cenas que poderiam ser consideradas impróprias tenham sido "alteradas" e "ligeiramente purificadas", o filme foi um "fracasso no Japão, ou pelo menos em Tóquio, porque os desenvolvimentos psicológicos expressos por Cho-cho San não foram aceitos pelo público japonês em geral". As mulheres japonesas viam Cho-cho com "não tanta simpatia, mas com desprezo", já que o filme mostrava um comportamento feudal japonês racista e desatualizado.

## Homenagens
O filme foi reconhecido pelo Instituto Americano de Cinema na seguinte lista:
- 2002: 100 Anos...100 Paixões – Indicado[6]